# Associação Nacional de Desporto para Deficientes
A Associação Nacional de Desporto para Deficientes (ANDE) é uma entidade brasileira criada com o objetivo de agregar os esportes praticados por portadores de deficiências, principalmente paralisia cerebral. Foi fundada em 1975 pelo professor Aldo Miccollis.
Desde então, como o número de participantes vem aumentando, algumas entidades de deficiências foram se separando da ANDE para criar sua própria associação específica.